# Крибич
Крибич (нем. Kriebitzsch) — община в Германии, в земле Тюрингия. 
Входит в состав района Альтенбург. Подчиняется управлению Розиц.  Население составляет 1132 человека (на 31 декабря 2010 года). Занимает площадь 13,30 км².
Коммуна подразделяется на 2 сельских округа.